# Heterusia cruciata
Heterusia cruciata là một loài bướm đêm trong họ Geometridae.